# 福山市民の歌
「福山市民の歌」（ふくやましみんのうた）は、山陽新聞社が選定し広島県福山市に寄贈した市民歌である。作詞・藤岡栄一、作曲・高田信一。

## 解説
1916年（大正5年）に成立した福山市の市制40周年を記念し、山陽新聞社が1956年（昭和31年）2月1日付の山陽新聞に社告を掲載して市民歌と市民音頭の2部門で歌詞の懸賞募集を行った。入選発表は4月1日付の同紙で行われ市民歌では広島市の藤岡栄一が応募した「福山市民の歌」、また市民音頭では東京都の池田誠一郎が応募した「福山音頭」がそれぞれ入選採用される。作曲は広島大学教授の高田信一に依頼され、完成後の7月1日に山陽新聞社から福山市への寄贈式が行われた。
制定から7年後の1963年（昭和38年）には、ビクターレコードがA面に市丸と宇都美清が歌唱する「福山音頭」、B面に柴田睦陸が歌唱する「福山市民の歌」を収録したシングル盤（規格品番：PRB-3043）を製造している。
1979年（昭和54年）には「市民歌謡」として芹洋子が歌唱する「流れによせる歌（芦田川）」が新たに選定されたが、キングレコードが製造したシングル盤（NCS-1177）のB面には友竹正則が歌唱する「福山市民の歌」のカバーが収録されている。市と福山商工会議所が年始に共同開催する新年互礼会で斉唱の場が設けられているが、市の公式サイトでは2023年（令和5年）の時点で「福山市民の歌」「流れによせる歌（芦田川）」のいずれも紹介されていない。旋律は2010年（平成22年）12月31日に著作権の保護期間を満了した。

## 備考
「福山市民の歌」の寄贈を受けた（旧）福山市は1966年（昭和41年）に隣の松永市と新設合併して（新）福山市となったが、市民歌に関しては市章と合わせて（旧）福山市から引き継がれている。なお松永市では地元出身の童謡作家である葛原しげるが作詞した「松永市歌」、前身の沼隈郡松永町では同じく葛原が作詞した「松永町民歌」（作曲：岡田忠彦）がそれぞれ制定されていた。
平成の大合併では沼隈郡内海町および沼隈町、芦品郡新市町、深安郡神辺町の4町を編入合併しているが、市民歌に関しては各町との合併協議会において議論の対象に含まれなかったため「福山市民の歌」が継続使用されている。